# 아속
아속(subgenus)은 생물학에서 속 (생물학) 바로 아래의 분류학적 순위이다.
국제동물명명규약에서 아속명은 독립적으로 사용되거나 종명에 속명과 종소명 사이에 괄호 안에 포함될 수 있다. 그러나 종의 이름을 붙일 때 아속 이름을 포함시키는 것은 의무사항도 아니고 관례도 아니다.
조류, 균류 및 식물에 대한 국제식물명명규약(ICNafp)에서 아속은 속의 가능한 하위 분류 중 하나이다. 혼란이 발생하지 않는 한 접두사 "sub-"를 추가하거나 다른 방식으로 속 내에서 허용되는 분할 수에는 제한이 없다. 섹션과 시리즈의 2차 순위는 아속에 종속된다. ICNafp에는 속 내 분류의 순위를 나타내기 위해 명시적인 "연결 용어"가 필요하다. 아속에 대해서는 subg.로 표기하는 등 연결 용어는 일반적으로 축약되며 기울임체로 표시하지 않는다.
동물학 명명법에서 속이 하위 속으로 분할되면 원래 설명된 개체군은 속과 동일한 이름을 반복하는 "공칭형 하위 속" 또는 "지정 하위 속"으로 유지된다.